# Kapela otců
Kapela otců (v anglickém originále Covercraft) je 8. díl 26. řady (celkem 560.) amerického animovaného seriálu Simpsonovi. Scénář napsal Matt Selman a díl režíroval Steven Dean Moore. V USA měl premiéru dne 23. listopadu 2014 na stanici Fox Broadcasting Company a v Česku byl poprvé vysílán 1. července 2015 na stanici Prima Cool.

## Děj
Líza si potřebovala zařídit nějakou potřebu pro svůj saxofon. Obchod s hudebními nástroji krále Toota měl kvůli tomu, že se Toot popral s Vočkem, zavřeno. Proto vzal Homer Lízu do velkoobchodu a natrefili na centrum kytar (bylo zde i oddělení s dechovými nástroji). Prodavač Stig jej odhadl na krizi středního věku, ale Homer mu řekl, že nemá na to, aby hrál na kytaru. Stig mu ale řekl, ať vyzkouší baskytaru. Homerovi se drnkání na baskytaru zalíbilo a koupil si ji. Doma na ní neustále hrál, až se celý dům otřásal. Marge už to přivádělo k šílenství, a tak se sešla s Helen, Bernice, Luann a Manjulou a postěžovala si na Homerovo hraní. Dozvěděla se, že Kirk miluje na klávesy, Timothy si brnká na elektrickou kytaru a Julius mlátí do bubnů. Marge napadlo, že by spolu mohli hrát v jedné kapele, vždy jen v jedné garáži. Původně se to Homerovi a spol. nelíbilo, ale když zjistili, že mají všichni rádi populární rock, dali se do hraní. Za nějakou dobu k nim do garáže během zkoušky přišel Apu s tím, že se od Manjuly dozvěděl o jejich kapele a že by se chtěl stát jejich zpěvákem. Nebyli z toho úplně nadšení, ale když Apu zazpíval píseň „Doufám ve svůj sen“ od skupiny Sungazer. Zjistili, že Apu má úplně jiný hlas, když zpívá, a zní skoro jako zemřelý zpěvák Sungazerů, Grant LeDavid. Po zkoušce se rozhodli založit hudební skupinu a pojmenovali se „Covercraft“, protože budou hrát cover verze slavných písní.
Ve Springfieldu se později konal každoroční Zelný festival a Covercraft měl tu čest tam uskutečnit jejich první vystoupení. Apu měl ale trému, a tak mu Homer poradil, aby si oblékl svou prodavačskou uniformu a představoval si, že je půlnoc a je sám v Kwik-E-Martu. Skupina následně dosáhla vrcholu své slávy a koncertovala na nejrůznějších menších kulturních akcí ve Springfieldu a okolí. Jednou je ale při zkoušce v garáži navštívili čtyři zbylí původní členové skupiny Sungazer: Freddy Freeman, Shredder Stevens, Nick Delacourt a Peter D'Abbruzio a navrhli Apuovi, zda nechce být jejich zpěvákem. Homer se zprvu snažil odpovědět za Apua, ale ten ho umlčel a nabídku přijal. Na zkouškách kapely už to nebylo ono, Homer se naštval a kapelu rozpustil. Od Marge se záhy dozvěděl, že Apu jim poslal VIP lístky a povolenky do zákulisí na jejich dnešní koncert v Las Vegas.
Homer si na koncertu uvědomil, že Apu by nic nezazpíval, kdyby mu tenkrát na Zelném festivalu nedal tu jeho uniformu, a tak se rozhodl zneužít povolenku do zákulisí a pomstít se mu. Během Homerovi přítomnosti v Apuově šatně, členové skupiny do šatny vstoupili a Homer slyšel, že Apu to má těžké. Dohodli se proto spolu, že členům Sungazer objednají úplně všechny párky z Kwik-E-Martu, kterými se později členové Sungazer otrávili. Apu tedy vystoupil na pódium a oznámil, že všichni původní členové Sungazer trpí otravou párky a koncert místo nich odehrála skupina Covercraft. Show ale přerušila policie, protože zjistila, že otravu původních členů Sungazer úmyslně způsobili Homer a Apu, kteří skončili ve vězení.

## Covercraft
Covercraft je fiktivní hardrocková hudební skupina ze seriálu Simpsonovi. Název vymyslel baskytarista Homer Simpson podle toho, že se jedná o tzv. coverband, to znamená, že hrají cover verze cizích písní. Dohromady je původně daly jejich manželky, kterým vadilo jejich neustálé hraní na nástroje u nich doma. Zkoušeli vždy v jedné z garáží. Oficiálně založit skupinu se rozhodli, až se k nim připojil zpěvák Apu Nahasapímapetilon. Skupina vystupovala na malých kulturních akcích ve Springfieldu a okolí, například na Zelném festivalu (jejich první koncert) nebo policejním bále. Jejich největší koncert byl na vyprodaném stadionu v Las Vegas místo skupiny Sungazer, která trpěla otravou párky. Skupina ale přišla o svého zpěváka Apua, když přijal nabídku přestoupit do skupiny Sungazer, místo zesnulého původního zpěváka Granta LeDavida. Během zmiňovaného koncertu v Las Vegas ale byli členové skupiny zatčeni, když policie zjistila, že párky, kterými se členové Sungazer otrávili, jim úmyslně z Kwik-E-Martu objednali členové Covercraftu.
Skupina účinkovala pouze v jednom díle Kapela otců.

## Sungazer
Sungazer je fiktivní hardrocková hudební skupina z amerického animovaného seriálu Simpsonovi. Působila už v 80. letech, avšak v seriálu se poprvé objevila v díle Kapela otců, už bez zpěváka Granta LeDavida, který zemřel na erotickou asfyxii. Když skupina Covercraft hrála jejich píseň „Doufám ve svůj sen“, všimli si záznamu tohoto vystoupení a skupinu osobně navštívili při jejich zkoušce v garáži. Hledali náhradu za mrtvého zpěváka Granta LeDavida a Apu byl jediný zpěvák, který zněl úplně jako on. Ten jejich nabídku přijal. Při jejich prvním společném koncertu v Las Vegas ještě tentýž den se Apuovi nelíbilo chování ostatních spoluhráčů vůči němu, a tak se rozhodl objednat párky z Kwik-E-Martu, kde prodává, takže věděl, že z nich budou spoluhráči otrávení a na pódium bude moct naskočit Covercraft.
Skupina účinkovala pouze v jednom díle Kapela otců.

## Produkce
Díl se původně měl v angličtině jmenovat Band of Dads, tedy v překladu stejně jako v češtině Kapela otců, ale byl přejmenován na Covercraft podle Homerovy skupiny. Píseň „Doufám ve svůj sen“ skupiny Sungazer napsal hudebník Matthew Sweet.

## Přijetí
Epizodu sledovalo 3,45 milionu diváků, čímž se stala nejsledovanějším pořadem na stanici Fox toho večera.
Patrick D. Gaertner ze serveru Puzzled Pagan k dílu uvedl: „Tato epizoda není nejlepší, ale je docela použitelná. Ale na to, že je z roku 2014, působí velmi zastarale. Předpokládám, že tento díl je přímým odkazem na to, když Journey nahradili zpěváka Steva Perryho Arnelem Pinedou, filipínským zpěvákem, který měl velkou schopnost napodobovat Perryho vokály, což se stalo sedm let před touto epizodou, takže to není úplně aktuální. Ale bez ohledu na to je epizoda docela zábavná. I když je trochu divné, že se tak zásadní zápletka točí kolem trička, které Apu v Kwik-E-Martu doslova nikdy nenosí. Ale co už, líbí se mi, že Homer a ostatní tatínkové našli zálibu v hudbě, a nápad s cover kapelou tatínků je opravdu vtipný. (…) Jen to začne být trochu směšné, když se objeví Sungazer. Zvlášť ten konec, který jsem asi vážně nepochopil. Ale co už, potřebovali vrátit věci do původního stavu.“.
Matt Selman byl za scénář k této epizodě nominován na Cenu Sdružení amerických scenáristů za vynikající scénář k animovanému dílu na 67. ročníku těchto cen.